# Ted Bundy (film)
Pour plus de détails, voir Fiche technique et Distribution.
Ted Bundy est un film britannique réalisé par Matthew Bright, sorti en 2002.

## Synopsis
L'histoire du tueur en série Ted Bundy.

## Fiche technique
- Titre : Ted Bundy
- Réalisation : Matthew Bright
- Scénario : Stephen Johnston et Matthew Bright
- Musique : Kennard Ramsey
- Photographie : Sonja Rom
- Montage : Paul Heiman
- Production : Hamish McAlpine et Michael Muscal
- Société de production : First Look International, Incessant Barking Productions et Tartan Films
- Pays :  Royaume-Uni et  États-Unis
- Genre : Biopic, policier, drame, horreur et thriller
- Durée : 99 minutes
- Dates de sortie : 
  -  Royaume-Uni : 22 novembre 2002

## Distribution
- Michael Reilly Burke : Ted Bundy
- Boti Bliss : Lee
- Steffani Brass : Julie
- Samantha Tabak : Vincennes
- Meadow Sisto : Welch
- Deborah Offner : Beverly
- Zarah Little : Garber
- Alison West : Randall
- Matt Hoffman : Arnie
- Renee Intlekofer : Cutler
- Diana Kauffman : Fitz
- Rachael Hastings : Bell
- Marina Black : Kate
- Alexa Jago : Betty
- Carol Mansell : Mme. Myers
- Rachael MacKenna : Cassidy
- Bridget Butler : Davidson
- Holly Towne : Lopez
- Phoebe Dollar : Richardson
- Natasha Goodman : Moore
- J-ray : Bruster

## Accueil
Le film a reçu un accueil défavorable de la critique. Il obtient un score moyen de 37 % sur Metacritic.